# Гуцэ, Николае
Николае Гуцэ (рум. Nicolae Guță; при рождении Николае Лингурару, рум. Nicolae Linguraru; род. 3 декабря 1967, Аниноаса, жудец Хунедоара, Румыния) — румынский певец и композитор, цыган по национальности. Один из самых известных исполнителей в стиле манеле.

## Об исполнителе
Первый альбом Гуцэ выпустил в 1992 году, а признание широкой публики получил только в конце 1990-х. Его репертуар впечатляет обширностью и стилистическим разнообразием. В начале карьеры певец обратился к жанру традиционной румынской музыки и расценивался зарубежными критиками как представитель современной цыганской джазовой музыки. С 1998 года в музыке Гуцэ всё чаще встречается стиль манеле, артист становится одним из ведущих исполнителей жанра. Манеле, созданные Гуцэ, сочетают в себе элементы скрипичной музыки с элементами поп-музыки и хип-хопа.
Несмотря на благоприятные оценки зарубежных рецензентов, многие румынские интеллектуалы и журналисты жёстко критикуют его музыку, тогда как поклонники манеле считают Гуцэ символом жанра. Певца упрекают в пошлости текстов и ограниченности музыкальной составляющей. Гуцэ неоднократно обвиняли в плагиате, но музыкант не признавал заимствований. Напротив, он заявил, что с 2004 года помимо собственных композиций начал записывать также чужие песни.

## Первые годы. Дебют
Гуцэ родился в Аниноасе, уезд Хунедоара, в бедной многодетной семье. Оба родителя умерли рано. Мать была гадалкой, известной в Петрошани как Мария Гадалка; певец вспоминает её как «очень верную» и считает, что «многим она сделала добро». В выпуске развлекательного шоу Apropo TV на канале Pro TV в 2009 году Гуцэ рассказал, что его отец сколотил небольшое состояние на торговле мылом, привезённым из-за границы.
Молодой Николае работал на румынской железной дороге в Петрошани, будучи частью команды, состоящей только из цыган. «Я работал с киркой и лопатой. Нам, цыганам, труднее со школой. У нас за плечами школа жизни», — заявил позже певец. После увольнения всех членов бригады он устроился на работу в водоканале в Петрошани, где получил квалификацию сварщика-монтажника. Он проработал там восемь лет.
Николае начал петь в возрасте восьми лет. После Румынской революции 1989 года он пел песни в ресторанах и барах в Тимишоаре и Петрошани, выступал на юбилеях и свадьбах. Гуцэ полтора года учился игре на аккордеоне в Школе народного искусства. В 1992 году вышел его первый альбом.

## Музыкальная карьера
Будучи одним из первых лэутаров, появившихся в Румынии после 1989 года, Гуцэ активно участвовал в развитии жанра манеле, как одной из ветвей народной музыки. Гуцэ экспериментировал с современными инструментами (электрогитара, синтезатор) и использовал их в манеле: «Сначала лэутары смеялись над этими инструментами, над органом и электронной гитарой, на которых играли румыны. Сегодня они их используют в песнях». Стилистически его музыка представляла собой смесь джаза и популярной музыки, с сильным влиянием румынского фольклора. Тексты песен также были типичны для популярной музыки, в числе затрагиваемых тем: жизненные трудности, проблемная любовь, тяжёлый труд. Некоторые песни Гуцэ исполнял на цыганском языке.
Музыка Гуцэ кардинально меняется с 1998 года, начиная с альбома «Когда у меня есть деньги, я отдаю их всем». Оркестр певца постепенно обогащается электрофонными инструментами (скрипка, аккордеон, пианино, электрическая гитара, электронные барабаны) и музыка становится более агрессивной, в отличие от изначально используемого певцом скрипичного аккомпанемента. Смене направления способствовало сотрудничество с Сориной Шербан, певицей манеле, с которой Гуцэ познакомился примерно в 1999 году и записал несколько пластинок.
В первой половине 2000-х годов певец открывает собственный лейбл, а также начинает перепевать композиции других исполнителей. Также в начале 2004 года Гуцэ называет себя «королём манеле».

## Образ певца
В 2004 году певец сменил настоящую фамилию «Лингурару» на «Гуцэ», сценический псевдоним, под которым уже был известен. В его песнях и видеоклипах создаётся образ успешного исполнителя, зарабатывающего внушительные деньги. Он часто изображается в повседневной одежде (носит рубашку, расстёгнутую на воротнике), но иногда выступает в костюме с рубашкой и галстуком. Певец носит короткие волосы. На протяжении многих лет определяющим элементом образа Николае Гуцэ были широкие усы, за которыми он ухаживал с 17 лет, не сбривая их. Однажды утром в сентябре 2008 года Гуцэ небрежно побрился и был вынужден отказаться от усов, решая сбривать их каждое утро.

## Личная жизнь
С 16 лет Гуцэ жил с подругой Марианой, которую называл своей женой, хотя они не состояли в законном браке. «Нам не нужны документы, чтобы заявить о своих чувствах. Она мать моих детей», — прокомментировал певец в 2005 году. У них четверо детей: Николета, Мариан Космин, Даниэла и Никушор. Гуцэ построил для своих детей три роскошных дома в Петрошани. В июне 2005 года его старшая дочь Николета вышла замуж за таксиста в Петрошани и получила от отца виллу стоимостью 250 000 евро в качестве свадебного подарка.
В 1999 году Николай Гуцэ познакомился с певицей Сориной Щербан. До начала 2005 года они были любовниками, но Гуцэ отказался от заключения брака. Судьба отношений певца с Марьяной в прессе описывается по-разному. Так, в 2005 году издание Ziarul заявляло, что Гуцэ не хочет отказываться от Марьяны. Напротив, газета Libertatea считает, что отношения певца с Марианой закончились в 1999 году. В 2006 году певец встретил Нарцису из Фокшани которая в конце того же года родила мальчика.
Согласно ежедневной газете Libertatea, Николае Гуцэ является отцом одиннадцати детей, из которых он признаёт только четырёх сыновей Марианы и мальчика, рождённого в 2006 году Нарцисой. Остальные шестеро не входят в число законных наследников певца.